# Virginie Razzano
Virginie Razzano (Dijon, 12 mei 1983) is een voormalig tennisspeelster uit Frankrijk. Op 14 september 2009 bereikte zij haar hoogste notering op de WTA-ranglijst; zij was op dat moment nummer 16 van de wereld.

## Loopbaan
Haar grootste overwinning boekte Razzano tijdens de finale van het WTA-toernooi van Japan op 7 oktober 2007 – zij versloeg in die finale de Amerikaanse Venus Williams, destijds het nummer 8 van de wereld, met 4-6, 7-6 en 6-4. Deze overwinning betekende haar tweede toernooizege. Een andere grote overwinning boekte zij tijdens het US Open van 2006 – zij versloeg Martina Hingis, als achtste geplaatst, in twee sets met 6-2 en 6-4. Tijdens de eerste ronde van Roland Garros 2012 stelde Razzano (op dat moment slechts 111e van de wereldranglijst) in een ruim drie uur durende strijd de als vijfde geplaatste Serena Williams buiten het toernooi – nog nooit eerder had Serena Williams een eersterondepartij van een grandslamtoernooi verloren.

## Posities op deWTA-ranglijst
Positie per einde seizoen:
| jaar | rang enkelspel | rang dubbelspel |
| ---- | -------------- | --------------- |
| 1999 | 371            | –               |
| 2000 | 204            | 203             |
| 2001 | 72             | 93              |
| 2002 | 76             | 171             |
| 2003 | 72             | 316             |
| 2004 | 60             | 224             |
| 2005 | 51             | 188             |
| 2006 | 87             | 260             |
| 2007 | 28             | 894             |
| 2008 | 59             | 156             |
| 2009 | 19             | 256             |
| 2010 | 116            | –               |
| 2011 | 85             | 198             |
| 2012 | 160            | 205             |
| 2013 | 96             | –               |
| 2014 | 172            | 1073            |
| 2015 | 199            | 1131            |
| 2016 | 168            | 1119            |
| 2017 | 409            | 1133            |
| 2018 | –              | 1121            |

## Palmares
| Legenda                | Legenda                  |
| ---------------------- | ------------------------ |
| Grandslamtoernooi      |                          |
| Olympische Spelen      |                          |
| Year-End Championships |                          |
| tot 2009               | 2009 – 2020 / vanaf 2021 |
| Tier I                 | Premier Mandatory        |
| Tier II                | Premier Five / WTA 1000  |
| Tier III               | Premier / WTA 500        |
| Tier IV & V            | International / WTA 250  |
|                        | Challenger / WTA 125     |

### WTA-finaleplaatsen enkelspel
| nr.              | finale     | toernooi          | ondergrond | tegenstandster     | score         |         |
| ---------------- | ---------- | ----------------- | ---------- | ------------------ | ------------- | ------- |
| gewonnen finales |            |                   |            |                    |               |         |
| 1.               | 2007-09-30 | WTA Guangzhou     | hardcourt  | Tzipora Obziler    | 6-0, 6-3      | details |
| 2.               | 2007-10-07 | WTA Japan (Tokio) | hardcourt  | Venus Williams     | 4-6, 7-6, 6-4 | details |
| verloren finales |            |                   |            |                    |               |         |
| 1.               | 2004-10-17 | WTA Tasjkent      | hardcourt  | Nicole Vaidišová   | 7-5, 3-6, 2-6 | details |
| 2.               | 2007-08-25 | WTA Forest Hills  | hardcourt  | Gisela Dulko       | 2-6, 2-6      | details |
| 3.               | 2009-02-21 | WTA Dubai         | hardcourt  | Venus Williams     | 4-6, 2-6      | details |
| 4.               | 2009-06-20 | WTA Eastbourne    | gras       | Caroline Wozniacki | 6-7, 5-7      | details |

### WTA-finaleplaatsen vrouwendubbelspel
| nr.              | finale     | toernooi   | ondergrond | partner    | tegenstandsters              | score    |         |
| ---------------- | ---------- | ---------- | ---------- | ---------- | ---------------------------- | -------- | ------- |
| gewonnen finales |            |            |            |            |                              |          |         |
| 1.               | 2001-02-11 | WTA Parijs | tapijt (i) | Iva Majoli | Kimberly Po Nathalie Tauziat | 6-3, 7-5 | details |
| verloren finales |            |            |            |            |                              |          |         |
| geen             |            |            |            |            |                              |          |         |

## Resultaten grandslamtoernooien
| Legenda | Legenda                          |
| ------- | -------------------------------- |
| g.t.    | geen toernooi gehouden           |
| l.c.    | lagere categorie                 |
| –       | niet deelgenomen                 |
| G       | uitgeschakeld in de groepsfase   |
| 1R      | uitgeschakeld in de eerste ronde |
| 2R      | uitgeschakeld in de tweede ronde |
| 3R      | uitgeschakeld in de derde ronde  |
| 4R      | uitgeschakeld in de vierde ronde |
| KF      | uitgeschakeld in de kwartfinale  |
| HF      | uitgeschakeld in de halve finale |
| F       | de finale verloren               |
| W       | het toernooi gewonnen            |
| w-v     | winst/verlies-balans             |

### Enkelspel
| toernooi        | 1999 | 2000 | 2001 | 2002 | 2003 | 2004 | 2005 | 2006 | 2007 | 2008 | 2009 | 2010 | 2011 | 2012 | 2013 | 2014 | 2015 | 2016 |
| --------------- | ---- | ---- | ---- | ---- | ---- | ---- | ---- | ---- | ---- | ---- | ---- | ---- | ---- | ---- | ---- | ---- | ---- | ---- |
| Australian Open | –    | 1R   | 3R   | 1R   | 2R   | –    | 1R   | 3R   | 2R   | 3R   | 3R   | 1R   | 2R   | 1R   | –    | 2R   | –    | –    |
| Roland Garros   | 1R   | 3R   | 3R   | 2R   | 1R   | 2R   | 3R   | 1R   | 1R   | 1R   | 4R   | 1R   | 1R   | 2R   | 3R   | 1R   | 2R   | 2R   |
| Wimbledon       | –    | –    | 1R   | 2R   | 2R   | 3R   | 2R   | 1R   | 1R   | 1R   | 4R   | –    | 2R   | 1R   | 1R   | 1R   | –    | –    |
| US Open         | –    | –    | 2R   | 2R   | 2R   | 1R   | 2R   | 4R   | 2R   | 1R   | 1R   | 3R   | 1R   | 1R   | 1R   | 1R   | –    | 1R   |

### Vrouwendubbelspel
| toernooi        | 1999 | 2000 | 2001 | 2002 | 2003 | 2004 | 2005 | 2006 | 2007 | 2008 | 2009 | 2010 | 2011 | 2012 | 2013 | 2014 | 2015 | 2016 | 2017 | 2018 |
| --------------- | ---- | ---- | ---- | ---- | ---- | ---- | ---- | ---- | ---- | ---- | ---- | ---- | ---- | ---- | ---- | ---- | ---- | ---- | ---- | ---- |
| Australian Open | –    | –    | 1R   | 2R   | –    | –    | –    | 1R   | –    | 1R   | 1R   | 2R   | –    | 2R   | –    | –    | –    | –    | –    | –    |
| Roland Garros   | 1R   | 2R   | 1R   | 1R   | 1R   | 1R   | 1R   | 1R   | 1R   | 1R   | 1R   | 1R   | 1R   | 1R   | 1R   | 1R   | 1R   | 1R   | 1R   | 1R   |
| Wimbledon       | –    | –    | 2R   | –    | –    | –    | 2R   | 1R   | 1R   | 1R   | 1R   | –    | –    | 1R   | –    | –    | –    | –    | –    | –    |
| US Open         | –    | –    | 1R   | –    | –    | –    | 2R   | –    | 1R   | KF   | 2R   | –    | 1R   | –    | –    | –    | –    | –    | –    | –    |